# Johan Reinhard III van Hanau
Johan Reinhard III van Hanau (Bischofsheim am hohen Steg, 31 juli 1665 - Schloss Philippsruhe bij Hanau, 28 maart 1736) was een zoon van graaf Johan Reinhard II van Hanau-Lichtenberg en de paltsgravin Anna Magdalena van Palts-Zweibrücken-Birkenfeld, een dochter van Christiaan I van Palts-Birkenfeld-Bischweiler en Magdalena Catharina van Palts-Zweibrücken. 
Johan Reinhard III werd te Rheinau gedoopt op 1 augustus 1665. Van 1685 tot 1736 regeerde hij in het graafschap Hanau-Lichtenberg. In 1712 erfde hij het graafschap Hanau-Münzenberg en werd daardoor graaf van heel Hanau.

## Huwelijk en kind
Op 20 augustus 1699 huwde hij met Dorothea Frederika van Brandenburg-Ansbach (Ansbach, 12 augustus 1676 - Hanau, 13 maart 1731). Door haar huwelijk werd zij de laatste gravin van Hanau. Zij was de dochter van markgraaf Johan Frederik van Brandenburg-Ansbach (1654-1686) en prinses Eleonora Erdmuthe Louisa van Saksen-Eisenach (1662-1696). Dorothea was een halfzuster van Carolina die gehuwd was met George II van Groot-Brittannië.
Uit hun huwelijk is één kind geboren:
- Charlotte Christina (1700-1726), erfdochter van het graafschap Hanau, zij huwde op 5 april 1717 met prins Lodewijk VIII van Hessen-Darmstadt (1691-1768).

Johan Reinhard III overleed in 1736 en werd bijgezet in het familiegraf van de Johanneskerk in Hanau. Deze kerk werd in de Tweede Wereldoorlog door een bomaanval weggevaagd.